# Arnouxs næbhval
Arnouxs næbhval (Berardius arnuxii) er en art i familien af næbhvaler i underordenen af tandhvaler. Dyret bliver 7,8-9,7 m langt og vejer 7-10 t. Det ligner Bairds næbhval så meget, at nogle forskere mener de tilhører samme art. De lever dog to forskellige steder. Arnouxs næbhval lever i de antarktiske områder, mens Bairds næbhval lever i det nordlige stillehav. Arnouxs næbhval er formentlig også mindre end Bairds næbhval.